# مزرعة بالقلو (درسجين)
مزرعة بالقلو (بالإنجليزية: Mazraeh-ye Baleqlu)‏ هي منطقة سكنية تقع في إيران في قسم درسجین الریفي.